# Marionetna država
Marionetna država, marionetni režim, marionetna vlada ali navidezna vlada je država, ki je de jure neodvisna, a de facto popolnoma odvisna od zunanje sile in je podvržena njenim ukazom. Marionetne države imajo nominalno suverenost, vendar tuja sila učinkovito izvaja nadzor v obliki finančnih interesov ter gospodarske ali vojaške podpora. S tem ko pustijo lokalno vlado, se zunanje sile izognejo vsaki odgovornosti, hkrati pa uspešno ohromijo sicer tolerirano vlado.
Marionetne države se ločijo od zavezništev, ki svoja dejanja izbirajo sama ali v skladu z mednarodnimi pogodbami, ki so jih prostovoljno podpisale države članice. Marionetne države so prisiljene zagotoviti pravno potrditev dejanj, ki jih je že izvedla tuja sila.

## Značilnosti
Marionetna država ohranja zunanje znake neodvisnosti (kot so ime, zastava, himna, ustava, zakonik, moto in vlada), v resnici pa je organ druge države, ki ustvarja, sponzorira ali kako drugače nadzoruje vlado marionetne države (tako imenovano »marionetno vlado«). Mednarodno pravo okupiranih marionetnih držav ne priznava kot legitimnih.
Marionetne države lahko prenehajo biti marionete z:
- vojaškim porazom »nadrejene« države (kot v Evropi in Aziji leta 1945),
- absorpcijo v gospodarsko državo (kot v zgodnji Sovjetski zvezi),
- revolucijo, zlasti po umiku tujih okupacijskih sil (Afganistan leta 1992), ali
- dosegom neodvisnosti z državotvornimi metodami (zlasti z dekolonizacijo).

## Terminologija
Izraz je metafora, ki državo ali vlado primerja z lutko, ki jo z vrvicami nadzoruje lutkar. Prva zabeležena uporaba izraza 'marionetna vlada' je iz leta 1884 in se nanaša na egiptovski Kedivat.
V srednjem veku so obstajale vazalne države, ki so temeljile na prenosu vladavine državi s kralja na plemiče nižjega ranga. Od vestfalskega miru leta 1648 se je pojavil koncept naroda, kjer je bila suverenost bolj povezana z lokalnimi prebivalci, kot z lastniki ozemlja oz. plemstvom.
Podoben koncept, ki je v glavnem povezan s politično zgodovino pred 19. stoletjem, je suzerenstvo, nadzor nad zunanjimi zadevami ene države s strani druge.